# Кириченко Данило Костянтинович
Дани́ло Костянти́нович Кириче́нко — старший сержант окремого загону спеціального призначення НГУ «Азов» Національної гвардії України, учасник російсько-української війни, що загинув у ході російського вторгнення в Україну в 2022 році.

## Життєпис
Данило Кириченко 1996 року в місті Луганськ, де й проживав до 2014 року. Після 9-го класу школи вступив на навчання до коледжу Східноукраїнського національного університету ім. Володимира Даля та опановував професію IT-інженера. Бувши противником створення так званої ЛНР, 17-річний юнак пішов воювати добровольцем, брав участь у війні на сході України у складі батальйону «Айдар». Вже наступного року долучився до окремого загону спеціального призначення НГУ «Азов» Національної гвардії України, був гранатометником. 2015 року брав участь у боях за Широкине поблизу Маріуполя. Воїна поранили під час обстрілу позиції: один уламок влучив Данилові в стегно, другий пошкодив носа. Його забирали на гелікоптері до шпиталю у Дніпрі. У мирному житті також був активним футбольним фанатом луганської «Зорі». На рубежі 2021—2022 років майже дев'ять місяців перебував з побратимами на Світлодарській дузі, де зосереджувалася лінія оборони на Донбасі до 24 лютого 2022 року. Там вдруге поранений. Внаслідок того ворожого удару втратив найкращого друга. Під час служби в «Азові» закінчив офіцерські та сержантські курси. Навчався у Донецькому національному університеті та мав на меті зростати по службі. Не бачив себе ні ким іншим, окрім як військовим. Дружина згадує, як казав, що в Азовському русі знайшов себе та своїх людей. І якщо б у нього таку можливість відібрали — не знав би, що робити.
З початком російського вторгнення в Україну 24 лютого 2022 року «Бродяга» (позивний Данила Кириченка) перебував у Маріуполі. Незадовго в передчутті вторгнення Данило евакуював дружину та півторарічну донечку в Дніпро. З побратимами вони їздили Маріуполем і виконували бойові завдання. Коли відійшли на «Азовсталь», також виїжджали до міста, працювали, поверталися до бункеру.

## Загибель
Загинув у ніч проти 15 квітня 2022 року. На азовців скинули авіабомбу, яка завалила підземні поверхи. Під час сну вони перебували на мінус третьому або шостому поверсі. Загинули щонайменше троє. Тіла Данила Кириченка та інших полеглих перебувають на непідконтрольній Україні території. Робиться все можливе, щоб їх забрати та гідно поховати.

## Родина
У загиблого залишилися донька Кириченко Теона Данилівна 04.06.2020 року народження та дружина Убийвовк Аліна Геннадіївна, з якою він познайомився в 2016 році, а одружився у жовтні 2019 року.

## Нагороди
- Орден «За мужність» III ступеня (2022, посмертно) — за особисту мужність і самовіддані дії, виявлені у захисті державного суверенітету та територіальної цілісності України, вірність військовій присязі [3].